# Halictus pollinosus
Halictus pollinosus là một loài Hymenoptera trong họ Halictidae. Loài này được Sichel mô tả khoa học năm 1860.